# Rhipidomys gardneri
Rhipidomys gardneri is een zoogdier uit de familie van de Cricetidae. De wetenschappelijke naam van de soort werd voor het eerst geldig gepubliceerd door Patton, da Silva & Malcolm in 2000.